# Rotkopfnachtigall
Die Rotkopfnachtigall (Larvivora ruficeps) ist eine Vogelart aus der Gattung Larvivora innerhalb der Familie der Fliegenschnäpper. Sie kommt in China vor.

## Merkmale
Die Rotkopfnachtigall erreicht eine Größe von 15 Zentimetern. Die Flügellänge beträgt 79 bis 81 mm, die Schwanzlänge 52 bis 56 mm, die Lauflänge 27 mm und die Schnabelfirstlänge 16 bis 17,5 mm. Beim adulten Männchen sind der Oberkopf und der Nacken bräunlich orangerot. Die Oberseite und die Flügeldecken sind schiefergrau. Die dunkel schieferfarbenen Schwungfedern weisen schiefergraue Außensäume auf. Die Oberschwanzdecken sind schieferschwarz. Die äußeren Schwanzfedern sind  rostbraun mit schwarzen Spitzen. Das mittlere Steuerfederpaar ist schieferschwarz. Das Gesicht ist schwarz. Die reinweiße Kehle ist durch zwei breite, schwarze Streifen und ein halbkreisförmiges, schwarzes Kehlband begrenzt. Die Bauchmitte und die Unterschwanzdecken sind weiß. Die Unterflügeldecken sind aschgrau mit weißen Spitzen und Säumen. Die schmalen Innensäume der Schwungfedern sind rötlichweiß. Die Iris ist rötlichbraun, der Schnabel ist schieferschwarz. Die Füße sind rötlich gelbbraun. Beim Weibchen sind die Oberseite und der Schwanz olivbraun. Kopf und Oberschwanzdecken sind stärker rostrot. Die Schwungfedern sind dunkelbraun mit olivbraunen Außenfahnen. Die Unterseite ist weiß. Die Kehle ist  mehr rahmfarben. Die Kehl- und Brustfedern haben graue  Säume. Die Flanken sind olivbraun.

## Verbreitung
Das Vorkommen der Rotkopfnachtigall ist auf die zentralchinesischen Provinzen Sichuan und Shaanxi beschränkt. Es sind vier Brutgebiete bekannt. Die Überwinterungsgebiete könnten sich entweder in Indonesien oder in Malaysia befinden, da 1963 in diesem Land ein einzelnes Individuum gesichtet wurde.

## Lebensraum
Die Rotkopfnachtigall bewohnt gemäßigte Mischwälder in Höhenlagen zwischen 2.400 und 2.800 Metern sowie nachwachsendes Gestrüpp auf Sanderflächen, die nach Sturzfluten entstanden sind.

## Lebensweise
Die Lebensweise der Rotkopfnachtigall ist bisher nur wenig erforscht. Bei einer Gelegenheit wurde im Magen eines Männchens ein Regenwurm sowie Pflanzenteile gefunden. Ein anderes Mal wurde ein Männchen beobachtet, als es im Schlamm nach Nahrung suchte. Am 28. Juni 1995 wurde auf einer moosbedeckten Astgabel ein Nest mit vier Eiern 45 Zentimeter über dem Boden in einem 5 Meter hohen Baum entdeckt. Am 6. August 1994 wurde ein Nest mit flügge gewordenen Jungvögeln beobachtet, die vom Männchen mit Futter versorgt wurden. Am 8. August war das Nest bereits wieder verlassen. Die Beobachtung eines einzelnen Individuums in Malaysia im März 1963 könnte darauf hindeuten, dass die Rotkopfnachtigall entweder in diesem Land oder in Indonesien überwintert. In den Brutgebieten in China wurde sie zwischen Mitte-Mai und Anfang August nachgewiesen.

## Bestand und Gefährdung
BirdLife International stuft die Rotkopfnachtigall in die Kategorie „stark gefährdet“ (endangered) ein und schätzt den Bestand auf 2.500 bis 10.000 Exemplare. Als Hauptgefährdung gelten der Verlust und die Fragmentierung der Wälder. Seit den späten 1960er-Jahren ist die Walddecke in Sichuan aufgrund der Nutzholzproduktion und der Umwandlung in landwirtschaftliche genutzte Flächen und Weideland stark zurückgegangen. Es wird angenommen, dass beträchtliche Flächen von gemäßigten Wäldern verloren gegangen sind. Auch in den Schutzgebieten, darunter dem Jiuzhaigou Nature Reserve findet begrenzter Holzeinschlag statt. In zwei Tälern wurden Dämme zur Hochwasserregulierung errichtet. Falls die Rotkopfnachtigall wirklich auf Habitate in Bergtälern angewiesen ist, die durch regelmäßig wiederkehrende Sturzfluten entstehen, könnten sich die anhaltenden Flutregulierungsmaßnahmen negativ auf die Lebensräume der Art auswirken. Für den Fall, dass die Art in den primären Tieflandwäldern der Sunda-Inseln überwintert, könnte der Lebensraumverlust eine enorme Belastung für die Population darstellen.